# Skärning
Skärning är en sönderdelning av eller inträngning i ett material med ett vasst eggverktyg genom applicering av tryck och kilverkan. I motsats till klippning finns ingen motstående egg. Termen innefattar även annan sönderdelning som till processen och resultatet liknar skärning. Exempel är skärning med kniv i textilier eller med gaslåga i plåt. Man kan till exempel skära ett ark i två delar, eller skära ut ett runt hål ur en skiva. Kurvan längs det man skurit kallas för skärsnitt.
Vid skärning kan man använda ett hårdare underlag eller ha arbetsstycket uppspänt eller upplagt på ett skärbord. Skärbordet kan till exempel bestå av ett antal plattjärn försedda med ryttare, en typ av distanser, som gör att arbetsstycket har fritt luftutrymme på undersidan.

## Termisk skärning

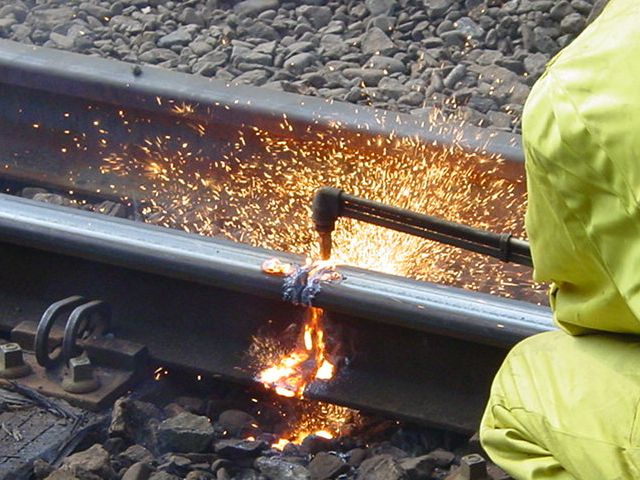
Skärning med skärbrännare i järnvägsräls.

Termisk skärning är ett samlingsnamn för olika skärmetoder där man nyttjar värme för att skära i materialet. Vanligt när man skär i metaller är att man värmer materialet till dess smältpunkt eller antändningstemperatur för att sedan skapa ett snitt med en gasstråle. Under skärningsförloppet avlägsnar man kontinuerligt och på ett kontrollerat sätt det material längs skärsnittet som smälts eller oxiderats.
För att undvika brandolyckor har man ofta ett vattenbad vid skärplatsen eller under skärbordet.

### Skärning med värmetråd
Genom att koppla en motståndstråd (av till exempel kanthal) till en spänningskälla, blir tråden varm och möjliggör skärning i cellplast och frigolit.

### Gasskärning

Två typer av munstycken: ringlågemunstycke (till vänster) och sticklågemunstycke (till höger). 1 motsvarar värmelågan och 2 skäroxygenet.

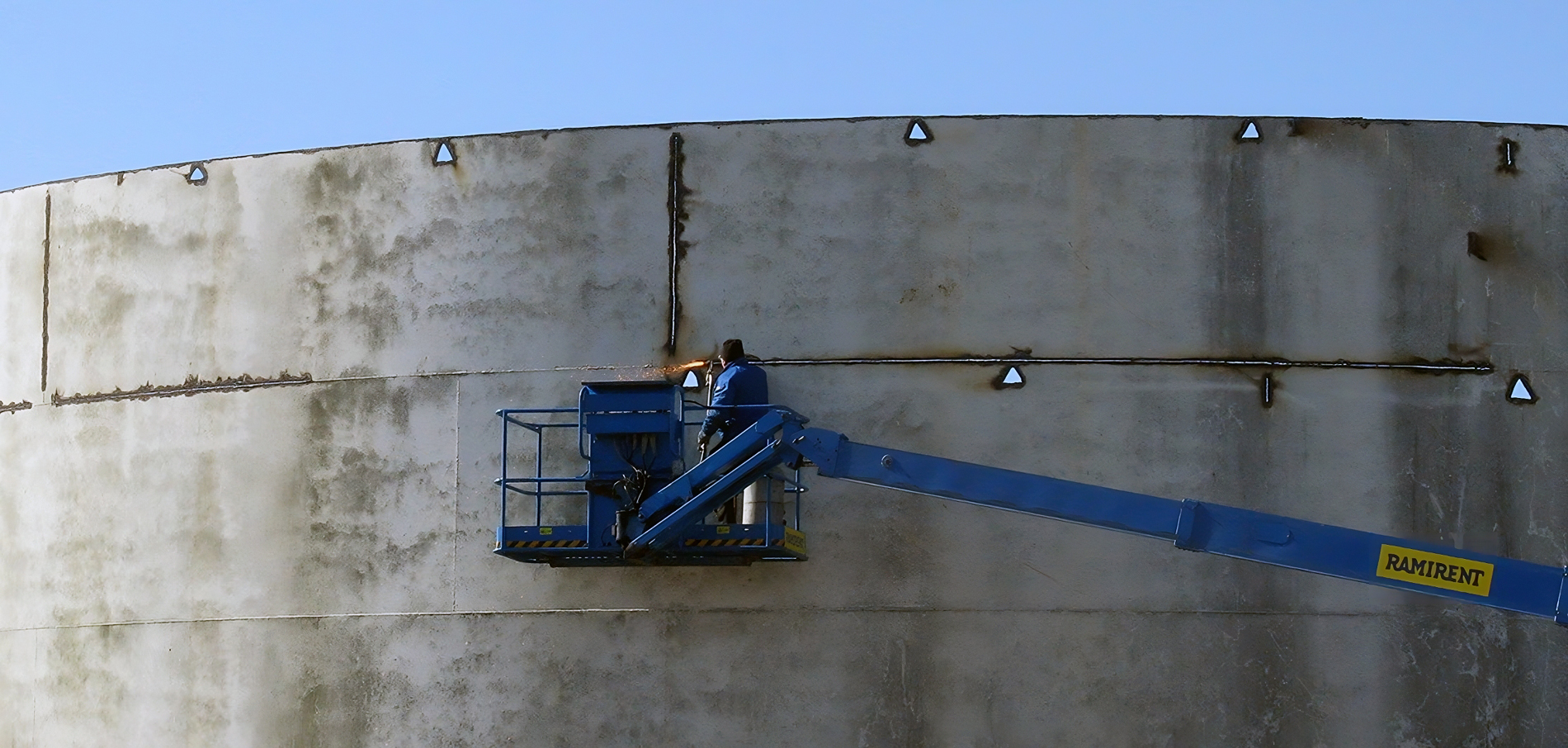
Exempel på skärbränning, en oljetank demonteras, de trekantiga hålen är skurna för stroppar med vars hjälp sektionerna kan hissa ner.

Gasskärning är den vanligaste skärningsmetoden för olegerade och låglegerade stål och kan användas på gods med tjocklekar mellan 0,5 och 2500 mm. Förutsättningar för gasskärning är att metallen brinner i oxygen, att metallens antändningstemperatur är lägre än dess smältpunkt och att slaggen har en lägre smältpunkt än metallen. Utrustningen liknar den man använder vid gassvetsning, men med skillnaden att skärbrännaren kan tillföra extra syre (skäroxygen) för att oxidera järnet i godset. Skärbrännaren tillför utöver skäroxygenet en bränngas, som vanligtvis är acetylen eller propan (gasol) och som antänds med oxygen (värmeoxygen), för att värma upp metallstycket till antändningstemperatur (1150 grader Celsius för stål). Även naturgas, vätgas, stadsgas och olika blandningar av kolväten förekommer som bränngas. Denna värmelåga blir väldigt varm och ser även till att plåtytan hålls ren från föroreningar som annars skulle sänka skärhastigheten under skärprocessen. Blästring kan användas för att i förväg rengöra plåten från shop primer, rost eller glödskal.
Ytterst på skärbrännaren sitter ett munstycke som styr gasströmningen. Munstyckets utformning beror på vilken bränngas man använder, och beroende på arbetsstyckets tjocklek varierar dess storlek för att tillföra korrekt mängd gas. På de flesta munstycken bildar bränngasen ett stödjande rör kring skäroxygenstrålen, som strömmar ur en enkel kanal. Skäroxygenkanalen ska ge en stabil gasström med hög hastighet för att omvandla järnet till järnoxid och för att transportera bort slagg ur snittskåran. Munstyckets exakta utformning är en nödvändighet för ett precist snitt och därför bör man inte rengöra det med rensnålar och rensblad om man inte är ytterst försiktig; istället är en kemisk rengöring att föredra.
Ju tjockare arbetsstycket är desto långsammare måste man skära för att få ett fint snitt. Även munstycket påverkar den rekommenderade skärhastigheten något. Ojämna snitt som är vågiga eller har smälta över- eller underkanter kan orsakas av fel skärhastighet. Andra orsaker kan vara att munstycket är för nära eller för långt från arbetsstycket eller att munstycket är för stort eller för litet.
Skärbrännaren sitter antingen i en större stationär maskin där plåten får ligga horisontellt på ett skärbord, eller så förses den med ett skärbrännarhandtag för manuell gasskärning.
Röken från skärningen innehåller höga halter av järnoxider och eventuella föroreningar om plåtstycket är ytbehandlat. Därför har skärborden ofta ett utsug undertill för att leda undan röken.
Gasmejsling är en finare utveckling av gasskärning som används för att bereda fogar och ta bort svets.
Injektorbrännare och tryckbrännare är de två vanligaste typerna av brännare. I injektorbrännaren har oxygenet ett högre inloppstryck vilket suger fram bränngasen medan tryckbrännaren (som även kallas liktryckbrännare) har samma inloppstryck för värmeoxygenet och bränngasen. I båda brännarna leds skäroxygenet i en separat kanal eftersom det tarvar ett högre tryck. För säkerhets skull sitter backventiler och kylblock för att minska risken för genomgående bakslag och slangexplosion respektive bakeld.
Skäroxygenet måste ha en renhet över 95 % för att ge acceptabla resultat. Vanligtvis rekommenderas en renhet på över 95,5 % för att inte effektiviteten och skärhastigheten ska behöva minskas. Vid höga prestandakrav kan en renhet på över 99,9 % krävas, oxygenet kallas då laseroxygen. Ett munstycke av typ ridåmunstycke skyddar skäroxygenet från föroreningar och tillåter således högre skärhastighet.

### Plasmaskärning
Plasmaskärning är en smältskärmetod som utvecklades under 1950-talet för att möjliggöra skärning i material som inte var möjligt med vanlig gasskärning, exempelvis aluminium och rostfritt stål. Istället för sönderdelning genom oxidation smält godset lokalt av den energirika och heta plasmabågen.

### Laserskärning
Laserskärning används för att med hög kvalitet och hastighet skära i till exempel konstruktionsstål, rostfritt stål och aluminium. Processen är mycket känslig för föroreningar, såsom fukt och kolväten.

## Icke-termisk skärning

### Plattskärning
När man ska dela kakel och taktegel skär man ofta ett ej genomgående snitt (rits) med en typ av kap, för att sedan knäcka plattan itu längs snittskåran.

### Vattenskärning
Genom att beskjuta en plåt eller ett uppspänt tygstycke med en vattenstråle kan man skära i materialet. Med tillsättning av abrasivt material, såsom sand, kan flera olika material skäras. Med endast vatten kan man skära i hastigheter upp till 50 000 mm/min.

## Skärtyper
Rakskärning innebär att man börjar vid arbetsstyckets ytterkant och skär ett rakt snitt. Figurskärning är när man skär en kurva. Fasskärning innebär att snittet inte skärs vinkelrätt mot materialets yta utan i en vinkel, till exempel för fogberedning. Hålslagning kan behöva göras om man vill skära ut ett hål. Nyare skärmaskiner har automatik för hålslagning. Paketskärning kan vara ett effektivt sätt för att skära ut samma detalj i flera tunna plåtar på en gång.

## Skärverktyg
- Dravuppskärare
- Glasskärare
- Rundskärare
- Rörskärare
- Skärmaskin (för att skära kött)
- Tapetskärare